# 이조원 (1758년)
이조원(1758년 ~ 1832년)은 조선 후기의 문신이며, 본관은 연안, 자는 경혼, 호는 옥호이다. 안동 김씨 세력에 맞선 관료 중 한 사람이었다. 판서 이민보의 아들이다.

## 생애
정조 때 문과에 급제하여 부교리를 하다가 암행어사로 나가서 탐관오리들을 적발하였고 이후 정언이 되어서 김종수, 정만석 등을 탄핵하는 상소를 올리기도 했다. 이후 사간원대사간이 되었으며 우부승지를 하였다. 순조 즉위 이후 이조참의, 승지, 대사간, 이조참판 등을 하면서 실록청당상을 겸임하기도 했다. 이후 전라도관찰사를 거쳐서 다시 이조참판을 하다가 형조판서로 승진하였고 이조판서로 옮겨서 홍문관제학을 겸했다. 그 뒤 의정부우참찬, 사헌부대사헌을 거쳐 다시 이조판서가 되었고 한성부판윤으로 옮겼다. 그러다가 다시 이조판서로 지문서사관과 세자빈객을 겸하고 의정부좌참찬으로 영전했으며 동시에 판의금부사를 겸했다. 이후 다시 이조판서, 병조판서를 하면서 홍문관제학과 판의금부사를 겸했고 주교사당상과 예문관제학도 겸했다. 이후 의정부우참찬으로 옮겼다가 외직인 평안도관찰사로 나갔고 다시 내직으로 돌아와서 형조판서, 이조판서를 하면서 계속 판의금부사, 예문관제학을 겸했다. 이후 다시 의정부좌참찬을 거친 뒤에 판중추부사로 물러났다가 다시 의정부우참찬, 형조판서를 하면서 우부빈객을 겸했다. 그 뒤 지문개상대자서사관 등을 거쳐서 병조판서로 홍문관제학, 판의금부사, 우부빈객, 좌부빈객, 좌빈객을 겸했다. 그러다가 다시 형조판서, 호조판서를 하면서 우부빈객을 겸하고 이조판서로 옮겨서 우빈객을 겸하였다. 그러다가 다시 형조판서, 공조판서로 판의금부사, 우부빈객을 겸하였고 판돈녕부사로 물러났다가 이내 다시 병조판서를 거쳐 호조판서가 되었다. 이후 봉조하로 물러났으나 승지 이해청과 양사의 탄핵을 받고 김기서, 김기후의 역모에 연관되었는데 무고라고 소를 올렸으나 흑산도로 유배되었고 이후 1832년에 별세하였다. 사후 부관참시를 당하였다. 이조원은 안동 김씨 세력에 맞선 대신 중 한 명이었다. 헌종 즉위 이후에 신원되었다.